# 磁気相転移
磁気相転移（英語：magnetic phase transition）は、温度の変化に応じて、固体の磁性が常磁性から強磁性もしくは反強磁性へ、または逆に強磁性もしくは反強磁性から常磁性へと相転移すること。このため、強磁性相転移や反強磁性相転移とよばれることもある。

## 概要
固体に含まれる結晶は、普通、著しい高温において常磁性を呈する。
結晶の磁性は、結晶を構成する原子中における電子スピンに由来する。著しい高温においては、秩序だったスピンの配列を形成しようとする交換相互作用に比べ、熱エネルギーによるスピンの揺らぎが大きいことから、スピンが定まった配列とならない。結晶中のスピンは比較的自由な状態であり、外部の磁界に応じた挙動を示すこととなって、結果的にその結晶は、外部の磁界に応じて弱い磁化を帯びることはあるものの、自発的な磁化をもたないこと（常磁性）となる。
しかし、徐々に温度を下げていくと、特定の温度を境界として、熱の揺らぎはスピンの相互作用よりも小さくなり、相互作用の特性に応じてスピンの配列が形成されていくようになる。
この低温におけるスピンの配列は、それぞれのスピンが同一の向きにそろうようなこともあれば、互い違いにそろうこともある。いずれになるかは、結晶の構造その他の相互作用の特性に依存するが、前者の場合には、外部の磁界によらない自発的な磁化をもつこと（強磁性）となり、後者の場合には、個々のスピンの寄与は総体として打ち消されてしまうので自発的な磁化をもたないこと（反強磁性）となる。
なお、強磁性の場合には、全てのスピンが同一の向きになるかどうかということではなく、自発的な磁化があるかどうかということが重要であるので、注意が必要である。
この際に磁性の相が、常磁性から強磁性あるいは反強磁性へ、またはその逆に強磁性あるいは反強磁性から常磁性へと転移することを磁気相転移という。また、その磁気相転移の境界となる特定の温度を、強磁性の場合にはキュリー温度（Curie Temperature）といい、反強磁性の場合にはネール温度（Néel Temperature）という。

## 物性物理学における磁気相転移
磁気相転移においては、結晶中のスピンが関係する相互作用が、相の状況を決定することとなる。その相互作用は、結晶を構成する原子の種類や、結晶構造に依存するところが大きいため、特定の物質では相互作用が二次元的に働いたり（相互作用が結晶中の同一平面のみに働き、異なる平面間での相互作用がないなど。）、一次元的に働いたりすることがある。また、ひとつの結晶の面をみても、正方格子のようであるか、三角格子のようであるかなどで、相の状況は大きく異なることとなる。
このため、磁気相転移については、適切な物質に着目すれば、ユニークな挙動を観測できるということもあって、物性物理学の主題の一つとして位置づけられている。

### フラストレーション
磁気相転移をはじめとする相転移は、物体が高いところから低いところに落下するように、それぞれの温度において、スピンなどがより低いエネルギーの状態をとろうとして、その結果として巨視的な様相の変化が起きるものである。
しかし、ある種の結晶においては、低温においてもスピンの配列がうまく噛み合わず、全てのスピンにとって最も低いエネルギー状態を取ることができるような単一の状態に収束しない。
このような場合には、同程度のエネルギーとなる複数の状態が並存することとなるため、わずかな熱の揺らぎによって状態が変化してしまい、著しい低温まで冷却したのに自発磁化を生じないなどといった独特の性質を示すようになる。これはフラストレーションまたはフラストレートしているといわれ、研究の対象となりやすい現象である。

## 永久磁石とキュリー温度
永久磁石を製造する一般的な手法は、原料となる金属の結晶をキュリー温度以上に加熱し、常磁性としたうえで、スピンの配列を助けるために電磁石などで強い磁界を負荷しながら冷却するというものである。
キュリー温度以下では、基本的に、熱によってスピンの配列が乱されないので、外部磁界がなくとも強い磁化を保持することができる。しかし、再びキュリー温度以上に加熱してしまうと、熱によってスピンの配列は乱されてしまうので、強い磁界は失われてしまう。